# إهاب أمير
إيهاب أمير هو فنان مغربي ( مغنى و كاتب كلمات و ملحن و ممثل ) ولد في 14 مايو 1994 في آسفي في المغرب.